# Oxid rheničitý
Oxid rheničitý je sloučenina rhenia v oxidačním stavu IV, jeho vzorec je ReO2. Jde o šedou až černou krystalickou látku se strukturou rutilu. Používá se jako katalyzátor.

## Syntéza a reakce
Lze jej připravit komproporcionační reakcí oxidu rhenistého s kovovým rheniem:
2 Re2O7 + 3 Re → 7 ReO2
Při zahřívání dochází ke zpětné reakci, disproporcionaci:
7 ReO2 → 2 Re2O7 + 3 Re
Reakcí s peroxidem vodíku nebo oxidujícími kyselinami vytváří rhenistany. S taveninou hydroxidu sodného reaguje za vzniku rheničitanu sodného:
2 NaOH + ReO2 → Na2ReO3 + H2O